# Palacio de los Condes de Berbedel (Berbedel)
El Palacio de los Condes de Berbedel es un palacio renacentista aragonés del siglo XVII ubicado en la población de Berbedel.

## Historia
Aunque el título de señores de Berbedel se originó en el 1451 con la venta de las tierras de Lucena y lo que hoy día es Berbedel, el edificio se terminó de construir en febrero del 1646, ya que los cuatro primeros señores de Berbedel vivieron en dos viviendas de Épila que el III conde de Aranda, Juan Ximénez de Urrea, donó al I señor Lope Ximénez de Urrea y González con motivo de su matrimonio.

## Descripción
El edificio en sí es un conjunto de dos alas, dispuestas octogonalmente, que están unidas en un ángulo recto y rematadas con dos cuerpos superiores, teniendo en el ala derecha los accesos tanto al edificio como a la antigua capilla, hoy día iglesia de Nuestra Señora del Pilar.
La ala derecha es una muestra del estilo de arquitectura civil aragonesa del siglo XVII, ya que está compuesta por tres pisos con una portada de ladrillo y un acceso bajo arco carpanel sobre impostas molduradas, mientras que en la segunda planta se disponen tres balcones y en la superior una galería de doce arcos de medio punto, doblados y con dos líneas de imposta bajo un alero de dos filas de esquinillas y tres de listeles. Además de la vista desde la plaza mayor donde se encuentra, la fachada también tiene vistas desde la vega, donde se puede ver otra arquería similar, esta vez flanqueada por la iglesia y el extremo de la ala lateral con sus pares de ventana dobladas de medio punto.
La fachada izquierda es más plana, sin galería de arquillos y de composición simétrica, con portada adintelada y tres balcones en el segundo piso, teniendo los laterales ménsulas de forja, mientras que las vistas desde la vega se abre hacia el norte mediante una serie de balcones y dos galerías de arcos de medio punto, doblados y con dos líneas de imposta. La primera, de trece arcos , se corona con una cornisa doble de esquinillas y modillones; la segunda más popular, de diez arcos, presenta una cornisa más sencilla sólo de esquinillas.